# Чимкентская епархия
Чимке́нтская епархия (каз. Шымкент епархиясы) — епархия Русской Церкви с центром в городе Шымкенте. Является частью Казахстанского митрополичего округа.
Объединяет приходы на территории города республиканского значения Шымкента, Жамбылской и Туркестанской областей Казахстана.

## История
Первые политические ссыльные священники и монахи появились в Чимкенте в тридцать третьем году. Как правило, это была не первая их ссылка-поселение. В маленький южный городок их переводили из лагерей, по большей части по состоянию здоровья. Местные жители совершенно спокойно относились к священнослужителям.
Епархия была учреждена 31 января 1991 года и на тот момент объединяла приходы на территории Акмолинской, Жамбылской, Кызылординской, Карагандинской, Джезказганской области, Северо-Казахстанской и Южно-Казахстанской областей Казахстана.
Принимая во внимание столичный статус города Астана, Священный Синод 1 апреля 1999 года выделил его из окормления Чимкентского архиерея и переподчинил Алматинскому, которому вместе с этим был определён титул Астанайский и Алматинский.
С образованием митрополичьего округа Казахстана в 2003 году Чимкентская епархия вошла в его состав.
6 октября 2010 года из состава Чимкентской епархии были выделены территории Карагандинской (в пределах которой была образована Карагандинская епархия) и Северо-Казахстанской (отошла к новосозданной Костанайской епархии) областей.
5 октября 2011 года из состава Чимкентской епархии были выделена территория Акмолинской области, в пределах которой была образована Кокшетауская епархия.
24 марта 2022 года территорию Кызылординской области передали новой Актюбинской епархии, а также изменили титул управляющего епархии на «Чимкентский и Туркестанский».

## Названия
- Чимкентская и Целиноградская (31 января 1991 — 16 июля 1993)
- Чимкентская и Акмолинская (16 июля 1993 — 5 октября 2011)
- Чимкентская и Таразская (5 октября 2011 — 24 марта 2022)
- Чимкентская и Туркестанская (с 24 марта 2022)

## Архиереи
- Елевферий (Козорез) (15 февраля 1991 — 4 июня 2021)
- Александр (Могилёв) (с июня 2021  — 2 декабря 2022), в/у, митрополит Астанайский и Казахстанский
- Хрисанф (Коноплёв) (с 2 декабря 2022)

## Сведения
Кафедральный собор 
- Никольский (Шымкент)

Благочиннические округа
- Жамбылский
- Южно-Казахстанский

Епархиальные отделы
- миссионерский
- благотворительный

Учебные заведения
- 2 православные гимназии
- 47 воскресных школ